# Halte de L'Isthme
La halte de L'Isthme est une halte ferroviaire française de la ligne d'Auray à Quiberon, située à proximité du fort de Penthièvre, sur la commune de Saint-Pierre-Quiberon, dans le département du Morbihan, en région Bretagne.
L'arrêt est mis en service en 1985 par la Société nationale des chemins de fer français (SNCF).
C'est une halte voyageurs de la SNCF desservie, uniquement pendant l'été, par un train touristique TER Bretagne dénommé « Tire-Bouchon ».

## Situation ferroviaire
Établie à 8 mètres d'altitude, la halte de l'Isthme est située au point kilométrique (PK) 605,000 sur la voie unique de la ligne d'Auray à Quiberon, entre les gares de Penthièvre et Kerhostin.
Située sur une ligne à voie unique elle dispose d'un quai.

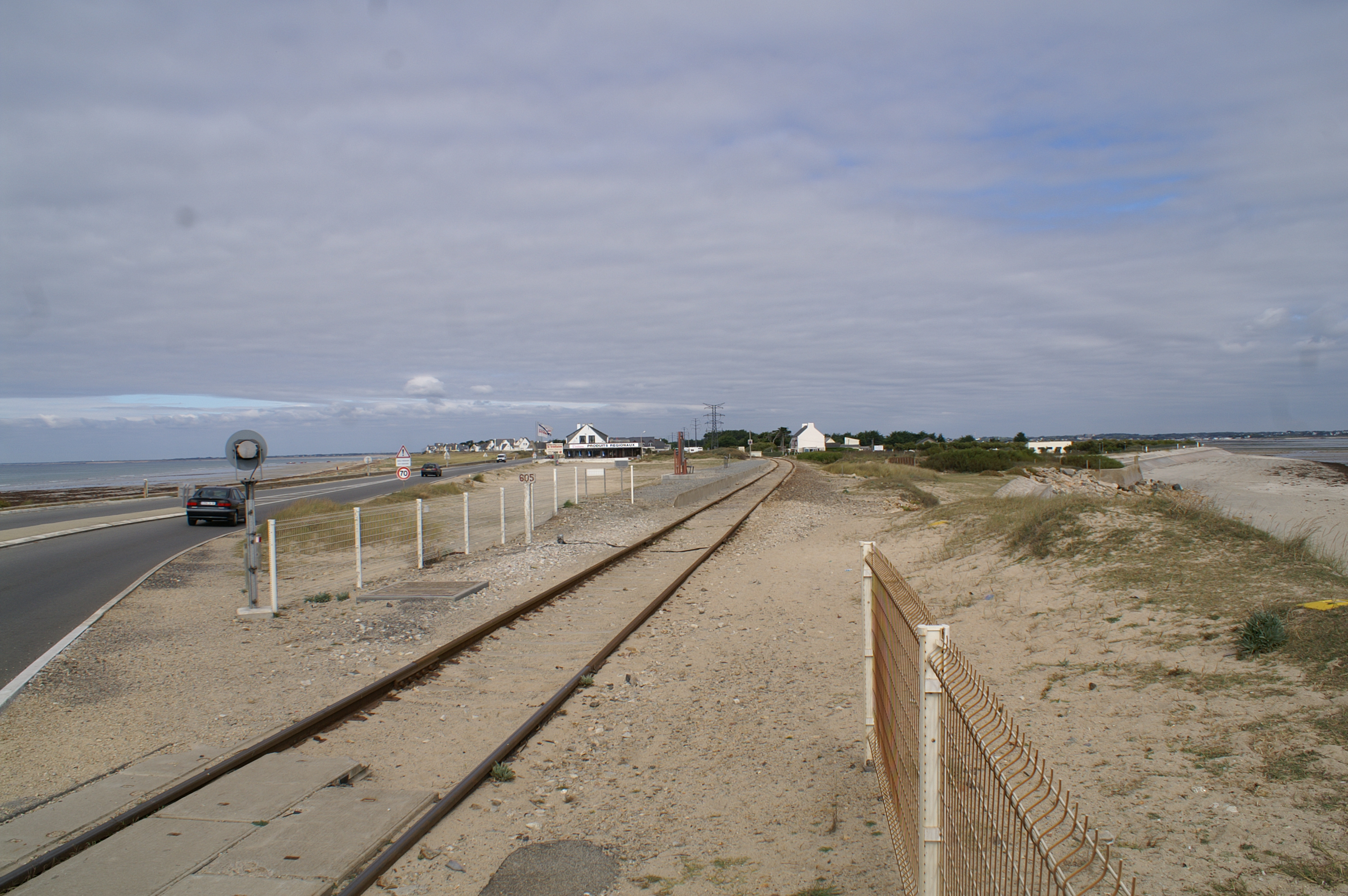
La halte au centre de l'Isthme de Penthièvre.

## Histoire
Il n'y a pas de station sur l'isthme le 24 juillet 1882, quand la Compagnie du chemin de fer de Paris à Orléans (PO) ouvre à l'exploitation la ligne d'Auray à Quiberon, embranchement de sa ligne de Savenay à Landerneau<.
La halte de l'Isthme est mise en service le 1er juillet 1985 pour être desservie par le train dénommé « Tire-Bouchon ». La construction du quai a été financée par le Conseil général du Morbihan.

## Services des voyageurs

### Accueil
Halte SNCF, c'est un point d'arrêt non géré (PANG) à entrée libre. Elle dispose d'un quai avec un banc et un panneau d'informations.

### Desserte
La halte est desservie par le Tire-Bouchon pendant la période estivale, à raison de plusieurs trains par jour pendant les mois de juillet et août et quelques week-ends en juin et septembre.

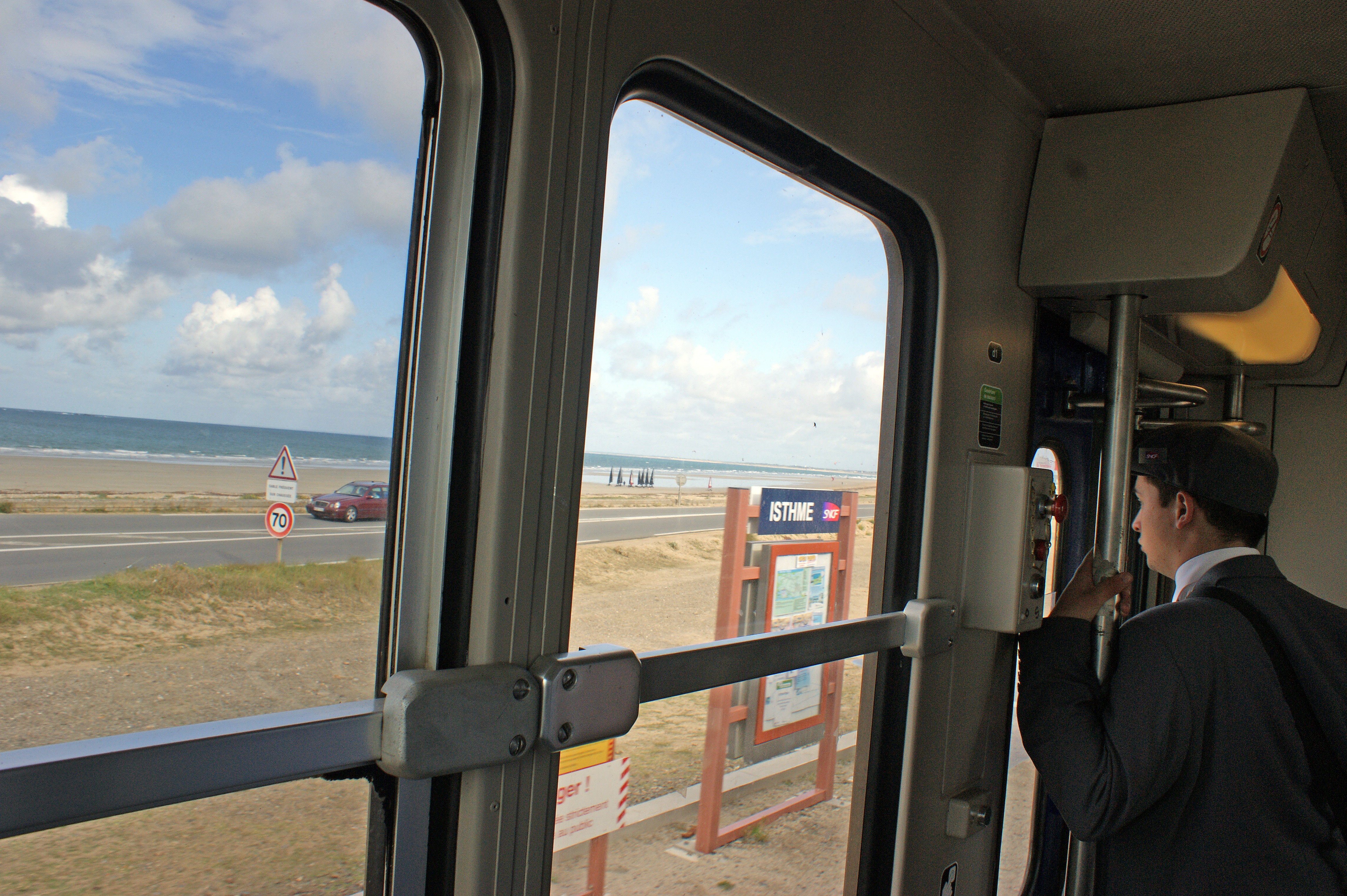
La halte vue de l'intérieur du Tire-bouchon.

### Fréquentation
De 2015 à 2023, selon les estimations de la SNCF, la fréquentation annuelle de la gare s'élève aux nombres indiqués dans le tableau ci-dessous.
| Année     | 2015  | 2016  | 2017 | 2018 | 2019  | 2020 | 2021  | 2022  | 2023 |
| --------- | ----- | ----- | ---- | ---- | ----- | ---- | ----- | ----- | ---- |
| Voyageurs | 2 352 | 1 762 | 563  | 315  | 2 014 | 992  | 1 585 | 1 241 | 720  |

### Intermodalité
Les plages sur l'océan et sur la baie de Quiberon sont à proximité de part et d'autre de la halte.

## Galerie de photographies

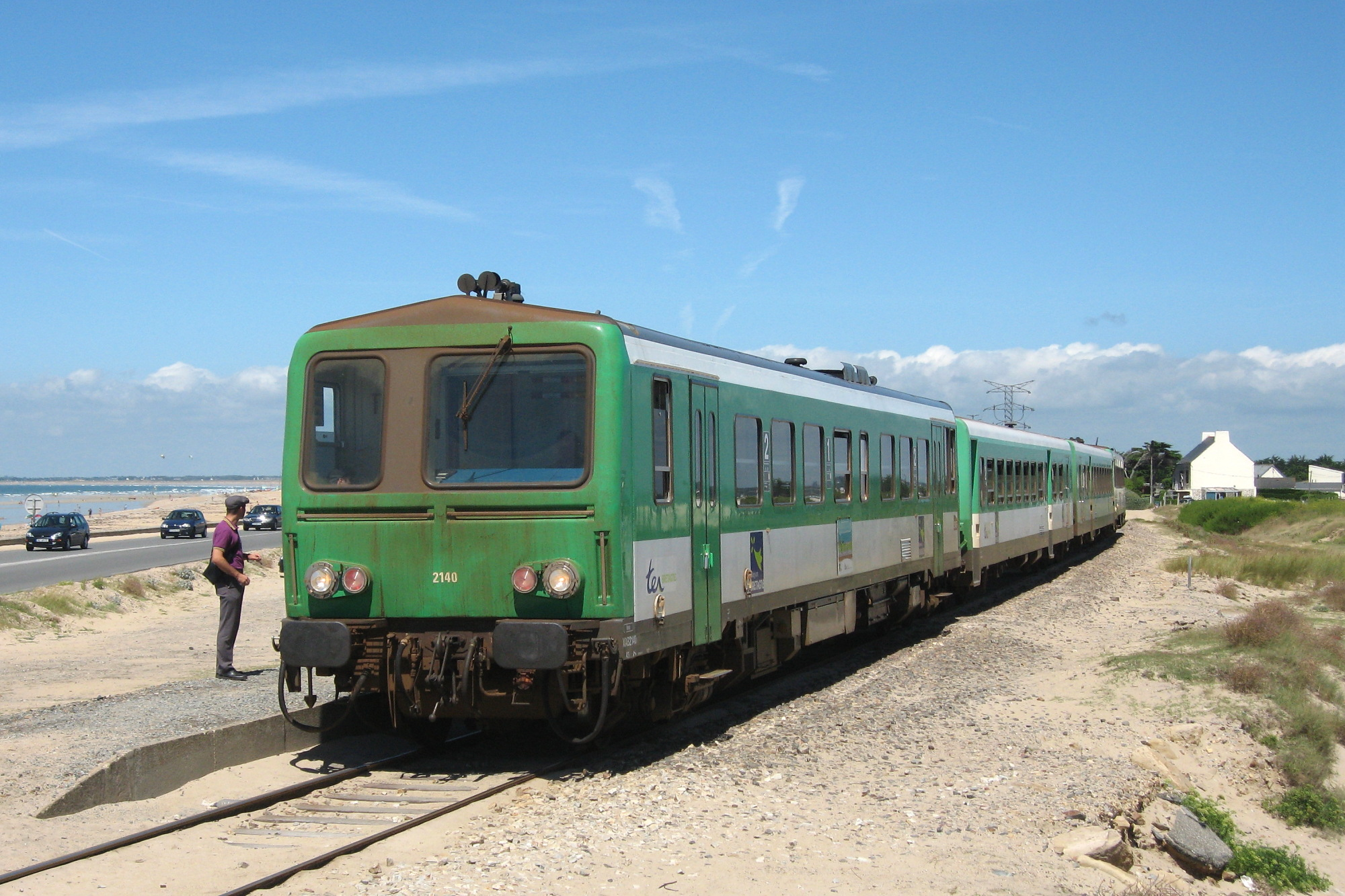
Un train en ancienne livrée TER Bretagne vert perroquet à quai.
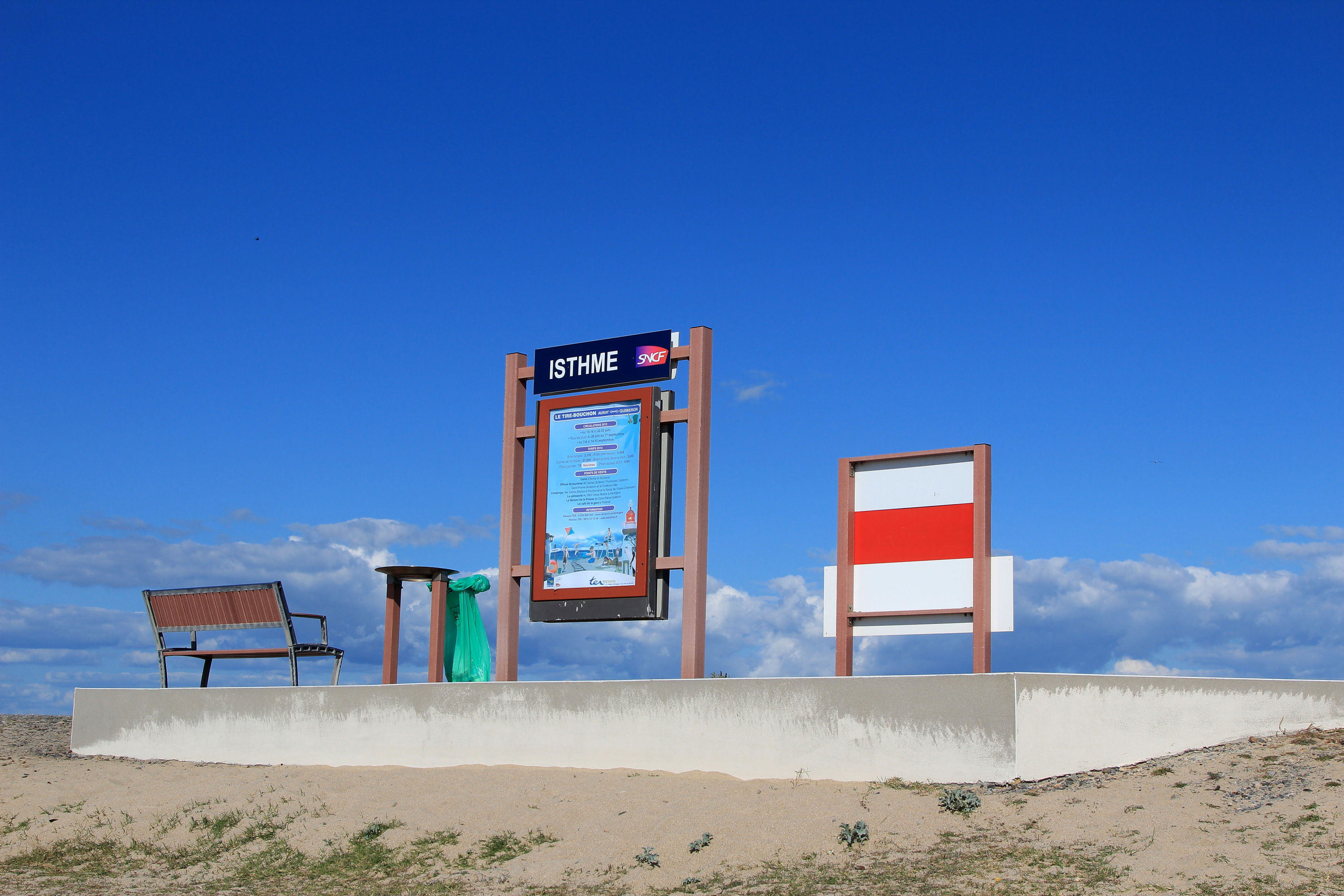
La halte dans sa plus simple expression.
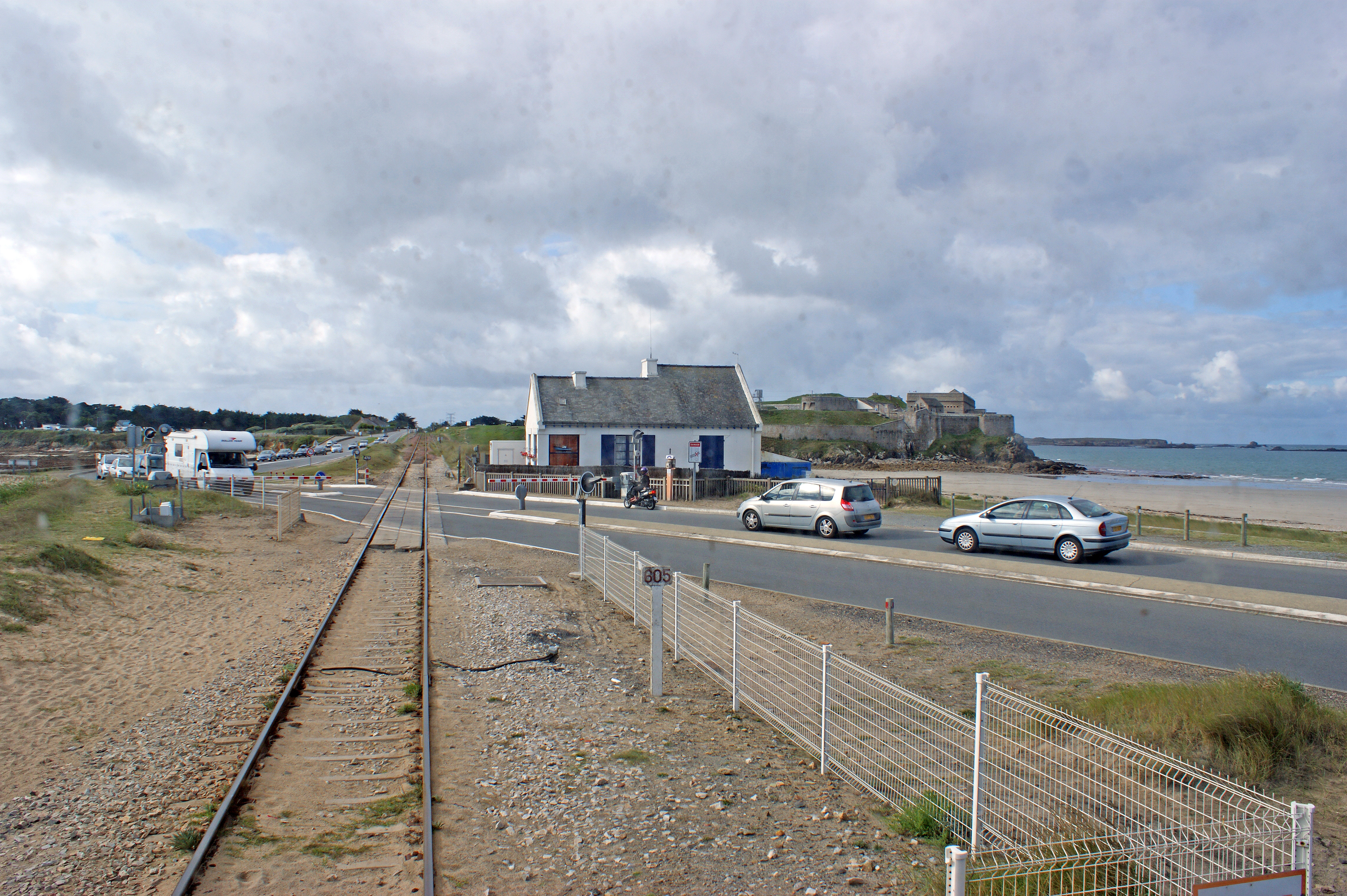
Passage à niveau vu de la halte.